# Louise Roholte
Louise Roholte (født november 1982 i Præstø) er en dansk forfatter. Hun skriver fiktion til nogle danske ugeblade samt bøger for børn og unge.
 Der er for få eller ingen kildehenvisninger i denne artikel, hvilket er et problem. Du kan hjælpe ved at angive troværdige kilder til de påstande, som fremføres i artiklen.

Der er derudover også udgivet nogle tekster på diverse sider som f.eks. "frilaesning.dk". I 2016 blev hun nomineret til Orla-prisen med historien Provinspiger.

## Årets e-bog 2016 på Frilæsning.dk
Årets e-bog på frilæsning.dk er børnenes pris. Over hele landet har elever fra 0. til 6. klasse stemt på deres favorit blandt 5 nominerede historier, udgivet i skoleåret 2015-16. Louise Roholtes gyserhistorie Bellas bror fik både flest stemmer og mange positive kommentarer undervejs.

## Værker
- Sammen til stregen.
- Før jeg forsvinder helt.
- Ælle bælle alene.
- Provinspiger.
- Rose og Lotus.
- Taberliv tur-retur.
- Farlige fotos.
- Modeldrømme.
- En halv Hannah
- Kæreste-krise!.'
- Nørd eller nar.